# 新上五島町立青方小学校
新上五島町立青方小学校（しんかみごとうちょうりつ あおかたしょうがっこう）は長崎県南松浦郡新上五島町青方郷にある公立小学校。
略称「青小」（あおしょう）。五島列島の中通島に位置している。

## 概要
歴史
1874年（明治7年）創立。2014年（平成26年）に創立140周年を迎えた。
校区
住所表記で「長崎県南松浦郡新上五島町」のうち上五島地区（元浜、本町、新町、港町、汐見町、天神東、天神西、大曽、相河、船崎、小浜、道土井、三本松、続、浜ノ浦、猪ノ浦、飯ノ瀬戸、焼崎、青木）。
中学校区は新上五島町立上五島中学校。
校章
稲穂をリボンで結んだものを背景にして、中央に校名の「青小」の文字（縦書き）を置いている。
校歌
作詞は松園誠、作曲は田村虎蔵、補作は松野尾吉五郎による。歌詞は2番まであり、1番に校名の「青方」が登場する。

## 沿革
- 1874年（明治7年）9月10日 - 「第五大学区第五中学区[1]青方小学校」（下等小学校）が開校。下等4年の課程を設置。
  - 奈摩（なま）分校（修業年限3年）を設置。
- 1881年（明治14年）6月6日 - 初等科3年・中等科3年を設置し、「青方学区公立中等青方小学校」に改称。
- 1886年（明治19年）9月1日 - 小学校令の施行により、「尋常青方小学校」に改称。修業年限を4年（=義務教育年限）とする。
  - 奈摩分校が分離し、簡易奈摩小学校として独立。
- 1889年（明治22年）
  - 2月25日 - 女児を対象に裁縫科を設置。
  - 4月 - 町村制の施行により、青方村立の小学校となる。
- 1892年（明治25年）
  - 4月1日 - 「青方尋常小学校」（尋常科4年）に改称（「尋常」の位置が変わる）。
  - 9月15日 - 校舎を改築。
- 1893年（明治26年）9月24日 - 補習科を設置。
- 1894年（明治27年）10月18日 - 体操科を設置。
- 1895年（明治28年）- 植栽地を設置。
- 1896年（明治29年）10月15日 - 校舎を増築。
- 1899年（明治32年）9月5日 - 校舎を増築。
- 1907年（明治40年）
  - 4月1日 - 高等科を併置し、「青方尋常高等小学校」（尋常科6年・高等科2年）に改称。
    - 小学校令の改正により、義務教育年限（尋常科の年限）が4年から6年に延長される。

  - 5月5日 - 相河尋常小学校と船崎尋常小学校を統合。
- 1910年（明治43年）7月2日 - 新校舎が完成。
- 1911年（明治44年）- 青方実業補習学校を併設。
- 1913年（大正2年）
  - 2月19日 - 校旗（校章）と校歌を制定。
  - 3月20日 - 校門が完成。
- 1914年（大正3年）4月1日- 高等科で珠算の指導を開始。
- 1918年（大正7年）6月19日 - 校舎を改築。
- 1922年（大正11年）- 運動場を拡張。
- 1924年（大正13年）- 保護者会を創設。
- 1925年（大正14年）3月31日 - 校舎を増築。
- 1928年（昭和3年）- 運動場を整備し、助木（ろくぼく）・砂場を設置。
- 1933年（昭和8年）8月17日 - 北校舎が完成。
- 1935年（昭和10年）
  - 3月14日 - 2階建て校舎が完成。
  - 6月 - 青年学校令の施行により、併設の青方実業補習学校が（青方村立）青方青年学校に改称。
- 1937年（昭和12年）
  - 9月4日 - 二宮尊徳銅像が完成。
  - 10月22日 - 報徳池が完成。
- 1941年（昭和16年）
  - 4月1日 - 国民学校令の施行により、「青方町青方国民学校」に改称。尋常科を初等科に改める（初等科6年・高等科2年）
    - 同時に青方村は町制施行により青方町となった。

  - 12月21日 - ピアノを設置。
- 1943年（昭和18年）9月23日 - 石造りの校門が完成。
- 1944年（昭和19年）9月9日 - 二宮尊徳銅像が供出されたため、二宮尊徳の石像が設置される。
- 1946年（昭和21年）4月4日 - 高等科に英語科が加えられる。児童数は初等科・高等科合わせて776名（男387・女389）。
- 1947年（昭和22年）
  - 4月1日 - 学制改革（六・三制の実施）が行われる。
    - 国民学校の初等科が改組され「青方町立青方小学校」（修業年限6年）となる。児童数は601名[2]（男305・女296）。
    - 国民学校の高等科は青年学校の普通科と統合され、新制中学校「青方町立青方中学校」（修業年限3年）となり、当面の間小学校に併設される。

  - 5月17日 - 長崎軍政府教育官ウィンフィールド・ニブロが視察のため来校。
- 1948年（昭和23年）1月19日 - 父母と教師の会が発足。
- 1954年（昭和29年）9月20日 - 創立80周年を記念して校旗を新調。
- 1956年（昭和31年）6月1日 - 青方町と浜ノ浦村が合併して上五島町の発足により、「上五島町立青方小学校」に改称。
- 1959年（昭和34年）4月 - 児童数が最大の801名（男452・女358）を記録する。
- 1966年（昭和41年）4月6日 - 上五島町立浜ノ浦小学校折島分校を統合。
- 1967年（昭和42年）10月 - 報徳池を埋め立て、簡易プールが完成。
- 1970年（昭和45年）1月17日 - 新校舎が完成。
- 1971年（昭和46年）3月 - 体育館が完成。
- 1974年（昭和49年）
  - 9月 - 創立100周年記念式典を挙行。
  - 11月 - 日時計を設置。二宮尊徳像を移設。
- 1980年（昭和55年）
  - 3月 - クジラの骨観察棟が完成。
  - 9月 - 少年消防隊が発足。
- 1988年（昭和63年）
  - 3月 - 校庭にアスレチック遊具を設置。
  - 5月 - のびのび体験学習を開始。
- 1991年（平成3年）7月 - 校舎を改築。
- 2002年（平成14年）
  - 4月 - 旧体育館を解体。
  - 9月 - 校地に上五島町立青方幼稚園の新園舎が完成。
- 2003年（平成15年）2月10日 - 新体育館が完成。
- 2004年（平成16年）8月1日 - 新上五島町の発足により、「新上五島町立青方小学校」（現校名）に改称。
- 2021年（令和3年）4月1日 - 新上五島町立浜ノ浦小学校を統合[3]。
- 2023年（令和5年）4月1日 - 新上五島町立今里小学校を統合[4][5]。

## 周辺
- 新上五島町立青方幼稚園
- 新上五島町立上五島中学校
- 新上五島町役場（本庁）
- 長崎県立上五島高等学校
- 新上五島町立中央図書館上五島分館
- 青方ダム

## アクセス
最寄りのバス停
- 西肥自動車（西肥バス）五島営業所「新上五島町役場前」バス停

最寄りの港
- 青方港 - 野母商船が博多港との間にフェリーを運航している。
- 有川港 - 佐世保港との間にフェリー・高速船が運航されている。

最寄りの空港
- 上五島空港 - 休港

最寄りの国道・県道
- 国道384号

## 参考資料
- 「上五島町郷土誌」（1986年（昭和61年）3月発行, 上五島町）
- 「上五島町郷土誌」（2004年（平成16年）7月発行, 上五島町）- 閉庁記念